# Powiat stryjski
Powiat stryjski – powiat województwa stanisławowskiego II Rzeczypospolitej. Jego siedzibą było miasto Stryj. 1 sierpnia 1934 dokonano nowego podziału powiatu na gminy wiejskie.

## Gminy wiejskie w 1934
- gmina Uhersko
- gmina Grabowiec Stryjski
- gmina Daszawa
- gmina Sokołów
- gmina Bratkowce
- gmina Morszyn
- gmina Lubieńce
- gmina Synowódzko Wyżne
- gmina Podhorodce
- gmina Koziowa
- gmina Sławsko
- gmina Tucholka
- gmina Ławoczne

## Miasta
- Skole
- Stryj

## Miejscowości
Decyzją wojewody stanisławowskiego zostały zmienione nazwy gromad z niemieckich na polskie od 18 lutego 1939, natomiast nazwy 10 miejscowości zmieniono zarządzeniem Ministra Spraw Wewnętrznych z 11 maja 1939, zmiany obowiązywały od 24 maja 1939 r.:
- Równia (wcześniej Jammersthal)
- Podlasie (wcześniej Hoffnungsau)
- Anielin (wcześniej Engelsberg)
- Tespowo (wcześniej Ugartsthal)
- Mazurów (wcześniej Landestreu)
- Krzywiec (wcześniej Pechersdorf)
- Anówka (wcześniej Annaberg)
- Felin (wcześniej Felizienthal)
- Karolin (wcześniej Karlsdorf)
- Lackie Nowe (wcześniej Sitauerówka)

## Starostowie powiatu
- Aleksander Des Loges
- Stanisław Harmata (od ok. 1930 do końca 1938)[5][6]
- Mikołaj Stefanicki (od początku 1939)